# Gottlieb Graupner
Johann Christian Gottlieb Graupner (6 de outubro de 1767 - 16 de abril de 1836) foi um músico, compositor, maestro, educador e editor. Nascido em Hanôver, Alemanha, tocou oboé na orquestra de Joseph Haydn em Londres. Depois de se mudar para os Estados Unidos na década de 1790, ele co-fundou a Philharmonic Society (ca. 1810-1825) e a Sociedade Händel e Haydn (est. 1815) em Boston, Massachusetts.
Alguns historiadores chamam Graupner de "o pai das canções negras," com base nas reminiscências do performer Charles T. White (1821-1891). Um historiador do jazz escreve: "Em 1795... Graupner... chegou a Charleston, Virgínia, de Hanôver, Alemanha, ouviu música banjo e canções negras, e aprendeu. Em 1799, ele se apresentou como 'O Gay Negro Boy' em um interlúdio entre os atos do Federal Street Theatre, em Boston." De acordo com outro relato, depois disso "ele se especializou em popularizar canções negras." No entanto, historiadores mais recentes lançaram dúvidas sobre essas alegações.
Em 1801, com os colegas músicos Philip Trajetta e François Mallet, fundou uma academia de música em Boston, chamada Conservatório Americano de Boston. Foi a primeira instituição desse tipo nos Estados Unidos e durou apenas dois anos. Ele também fundou o que rapidamente se tornou a empresa de edição de música mais proeminente da cidade.
Em 1810, ele organizou a Boston Philharmonic Society para tocar música clássica em reação à síncope não clássica das melodias de William Billings. A sociedade executou a Sinfonia Eroica de Beethoven marcando sua estréia norte-americana em 17 de abril de 1810. Ele se tornou "o oráculo musical de Boston" de 1798 até 1815, quando estava entre os membros fundadores da Handel and Haydn Society. Por volta de 1816 dirigiu a orquestra em Washington Gardens.
Ele tocou concertos em Boston no Columbian Museum, Conservatory Hall, e outros locais em Boston e ao redor da Nova Inglaterra. Sua esposa, a cantora de ópera Catherine Comoford Hillier, também se apresentava com frequência.
Como editor de música, Graupner promoveu o popular "Rudiments of the Art of Playing on the Piano-Forte" (Boston, 1806; 2ª ed., 1819), um dos primeiros volumes publicados nos Estados Unidos, ou possivelmente o primeiro. Ele também publicou partituras de vários compositores, incluindo Henry Bishop, John Braham, John Clarke Whitfield, Muzio Clementi, John Davy, Johann Dussek, James Hook, Michael Kelly, George Kiallmark, Thomas Moore, Wolfgang Amadeus Mozart, Francis Panormo, William Parsons, Ludwig van Beethoven, David Dean Roche, John Ross, Oliver Shaw e John Andrew Stevenson.  
Em Boston, Graupner administrou uma loja de música, onde também morava. Mais tarde, a loja mudou-se para a Rua Marlboro e no final de sua vida ele morou em Province House Court.

## Literatura
- H. Earle Johnson, "The Musical Von Hagens". New England Quarterly, vol. 16, no. 1 (March, 1943), pp. 110–117.
- Michael Broyles, "Music and Class Structure in Antebellum Boston", Journal of the American Musicological Society, vol. 44, no. 3 (Autumn, 1991), pp. 451–493.
- Debra Hess, The pedagogical works of Johann Christian Gottlieb Graupner. University of Florida. 1992.